# Chodov (ort i Tjeckien, Plzeň)
Chodov är en ort i Tjeckien.   Den ligger i regionen Plzeň, i den västra delen av landet, 140 km sydväst om huvudstaden Prag. Chodov ligger 490 meter över havet och antalet invånare är 670.
Terrängen runt Chodov är kuperad åt sydväst, men åt nordost är den platt.Runt Chodov är det ganska glesbefolkat, med 24 invånare per kvadratkilometer. Närmaste större samhälle är Domažlice, 7,6 km öster om Chodov. I omgivningarna runt Chodov växer i huvudsak blandskog.